# Thompson Plateau
Thompson Plateau är en platå i Kanada.   Den ligger i provinsen British Columbia, i den södra delen av landet, 3 300 km väster om huvudstaden Ottawa.